# محمد محفل
محمد كامل مُحفّل (1928، حلب - 2 يناير 2019، دمشق)؛ مؤرخ وآثاري وعضو مجمع اللغة العربية بدمشق، حاصل على دكتوراه في التاريخ القديم وحائز على وسام الاستحقاق السوري من الدرجة الممتازة وفق المرسوم التشريعي رقم 191 بتاريخ 5 حزيران / يونيو 2012 الصادر عن الرئيس السوري بشار الأسد، وقامت السيدة نجاح العطار نائب الرئيس السوري بتقليده الوسام بتاريخ 20 حزيران / يونيو 2012.

## مؤهلاته وأعماله[4]

### المؤهلات العلمية
- دكتوراه في التاريخ - جامعة جنيف سويسرة.
- ماجستير في التاريخ - جامغة باريس.
- إجازة في الآداب قسم التاريخ 1953.

### العمل الوظيفي
- أمين سر لجنة كتابة تاريخ العربي ورئيس تحرير مجلة دراسات تاريخية (1994-2003).
- محاضر في كلية الآداب - جامعة دمشق.
- محاضر في كلية الفنون الجميلة - جامعة دمشق.
- محاضر في كلية هندسة العمارة - جامعة دمشق.
- أستاذ زائر في الجامعة الأردنية - عمان 1968-1971.

### مؤلفاته
- تاريخ الرومان 1970.
- تاريخ اليونان 1971.
- تاريخ العمارة 1976.
- مدخل إلى اللغة الآرامية 1971.
- مدخل إلى اللغة اللاتينية 1972.